# Semecarpus magnificus
Semecarpus magnificus är en sumakväxtart som beskrevs av Karl Moritz Schumann. Semecarpus magnificus ingår i släktet Semecarpus och familjen sumakväxter. Inga underarter finns listade i Catalogue of Life.